# Carlo Schmid Schule Karlsruhe
Die Carlo Schmid Schule Karlsruhe ist eine staatlich anerkannte berufsbildende Schule in freier Trägerschaft des Internationalen Bundes in Karlsruhe. Schulleiterin ist Beate Schramm. An der Carlo Schmid Schule werden folgende Schularten angeboten:
- Wirtschaftsschule (zweijährig, Erwerb Fachschulreife)

- kaufmännisches Berufskolleg Fremdsprachen (zweijährig, Erwerb Fachhochschulreife)
- kaufmännisches Berufskolleg Wirtschaftsinformatik (zweijährig, Erwerb Fachhochschulreife)
- kaufmännisches Berufskolleg I und II (zweijährig, Erwerb Fachhochschulreife)
- duales Berufskolleg Soziales und Einjähriges Berufskolleg zum Erwerb der Fachhochschulreife (Sozialpädagogische Richtung)

- Sozialwissenschaftliches Gymnasium – Profile Soziales oder Gesundheit (dreijährig, Erwerb Allgemeine Hochschulreife)

- Ausbildung zur Erzieherin (2BKSP) sowie praxisorientierte Ausbildung zur Erzieherin (PIA)
- Ausbildung zur Jugend- und Heimerzieherin
- Ausbildung zur Kinderpflegerin

## Gebäude
Ursprünglich war die Carlo Schmid Schule im Gebäude des Internationalen Bundes in der Karlsruher Scheffelstraße untergebracht.
Im Jahr 2011 bezog sie einen Neubau in der Nordstadt in der Ohiostraße 6.